# Bonduelle
Bonduelle — французская компания, производитель овощных консервов, замороженных овощей и готовых овощных блюд. Основана в 1853 году, штаб-квартира расположена в коммуне Вильнёв-д’Аск близ Лилля (регион О-де-Франс).

## История
Основана в 1853 году Луи Бондюэль-Далем (1802—1880) и Луи Лесафр-Русселем (1802—1869) как можжевелово-зерновой спиртовой завод в Маркетт-ле-Лилле; первая продукция, выпущенная в 1853 году — ликёры Korn и Jenever. В 1862 году фирма приобрела фермерское хозяйство в Ренескюре, которое вскоре было преобразовано в ещё один спиртовой завод. В 1901 году имущество фирмы было разделено между тремя семьями: Бондюэль, Лесафр и Лемэтр, семья Бондюэль получила спиртозавод в Ренескюре и завод по производству масла в Марке.
Потомки Бондюэль-Далля — Пьер и Бенуа Бондюэль — в 1926 году освоили производство овощных консервов; в первые годы выращивали на собственных полях зелёный горошек и фасовали в консервные банки вручную, объёмы производства первых лет — около 120 тыс. банок в год. Начиная с 1936 года скупали фермы в окрестностях Ренескюра, доведя посевные площади до 230 гектаров. В годы Второй мировой войны производство было остановлено. После окончания войны выпуск консервов был возобновлён, кроме этого, семья Бондюэль учредила свою дистрибьюторскую фирму и начала продавать продукцию под брендом Bonduelle.
В 1957 году фирма вывела на рынок консервированную смесь горошка с морковью. В 1963 году был открыт новый завод в Пикардии. В 1968 году было освоено производство быстрозамороженных овощей. В 1969 году в Германии была открыта первая зарубежная дочерняя компания, в 1972 году появился филиал в Италии, а в 1973 году — в Великобритании. К середине 1970-х годов половину выручки приносили продажи за рубежом. В конце 1970-х годов было начато производство консервированных кукурузы и шампиньонов, для чего был открыт завод в Лабене. В 1980 году был приобретён крупный бельгийский производитель консервированных овощей Marie Thumas. В 1982 году был создан филиал в Нидерландах, а в 1986 году куплена испанская компания Malagro. В 1988 году была поглощена бельгийская компания Talpe и открыт завод в Португалии.
В 1989 году был поглощён французский производитель овощных консервов Cassegrain, что сделало Bonduelle лидером на рынке Франции. В начале 1990-х годов были созданы дочерние компании в Польше, Чехии и Венгрии, в 1994 году — в России и Словении. Также в этот период компания вышла на рынок Южной Америки сначала через совместное предприятие в Чили, затем были открыты дочерние компании в Бразилии и Аргентине. К середине 1990-х годов оборот компании достиг 5 млрд франков, но на этом рост замедлился из-за насыщения рынка консервированных и замороженных овощей.
В 1997 году была куплена компания Salade Minute с 4 фабрикам по производству готовых овощных салатов. В 1998 году Bonduelle провела размещение своих акций на бирже; также в этом году компания вышла на рынки США и Африки. В 1999 году была поглощена компания Avril, поставщик овощных консервов под собственными торговыми марками супермаркетов. В 2000 году подразделение свежих овощных салатов было расширено покупкой итальянской компании Cielo e Campo. В 2001 году в этом же сегменте рынка была куплена компания Ortobell, также из Италии. В 2002 году были куплены предприятия группы France Champignon в Польше и других странах Европы; остальные активы этой группы были куплены в 2010 году. В начале 2000-х годов выручка Bonduelle составляла 1,25 млрд евро.
В 2012 году у французского кооператива CECAB было куплено несколько предприятий, в том числе завод в Краснодарском крае России; покупка включала права на бренд Globus в странах Восточной Европы.
Численность персонала на 2014 год — более 9,5 тыс., суммарные посевные площади — 100 тыс. га, обрабатываемые 3,44 тыс. фермерами-контрактниками. Выручка в 2017 году составила около €2,3 млрд.
В 2017 году за 409 млн долларов была куплена компания Ready Pack Foods; она базировалась в Калифорнии и производила готовые салаты. В 2019 году был открыт завод по производству замороженных продуктов в Белгороде (Россия); в декабре 2022 года его работа была приостановлена.

## Собственники и руководство
Контрольный пакет акций принадлежит членам семьи Бондюэль, в частности, семейная компания Pierre et Benoît Bonduelle SAS владеет 21,9 % акций, ещё 33,2 % находится у других членов семьи. Казначейские акции и акции у сотрудников составляют 7,7 %, оставшиеся 37,2 % акций обращаются на бирже Euronext Paris.
- Мартен Дюкроке (Martin Ducroquet) — председатель наблюдательного совета с декабря 2015 года.
- Кристоф Бондюэль (Christophe Bonduelle, род. 14 декабря 1959 года) — председатель совета директоров с 2001 года, генеральный директор с 2005 по 2023 год, в компании с 1985 года.
- Ксавье Ункович (Xavier Unkovic) — генеральный директор с июня 2023 года; ранее работал в Royal Canin, Mars, Amy's Kitchen[англ.] и NAOS (французский производитель косметики)[13].

## Деятельность
Подразделения компании по состоянию на 2023/24 финансовый год:
- консервы — 47 % выручки;
- свежие овощи — 40 % выручки;
- замороженные овощи — 13 % выручки.

Компании принадлежит 42 предприятия, в том числе во Франции (19), США (4), Венгрии (3), России (3), Германии (2), Италии (2), Польше (2), Бельгии, Бразилии, Испании и Португалии (по 1).
Бренды компании: Bonduelle, Cassegrain, Globus (совместно с Eureden), Ready Pac Bistro; под ними продаётся 60 % продукции, остальное — под собственными торговыми марками розничных сетей.
Выручка компании за 2023/24 финансовый год составила 2,37 млрд евро, её распределение по регионам: Франция — 34 %, США — 23 %, Южная Европа — 12 %, Германия — 9 %, Евразия (страны СНГ) — 9 %, Центральная Европа — 6 %, Северная Европа — 5 %, другие регионы — 3 %.

## Критика
В 2019 году Еврокомиссией был раскрыт картельный сговор производителей овощных консервов. В картель, кроме Bonduelle, входили CECAB, Coroos (Нидерланды) и Conserve Italia; участники устанавливали квоты, согласовывали ценовую политику, делили регионы и оптовых покупателей. Bonduelle избежала штрафа благодаря сотрудничеству со следствием.
Основное производство в России находится в Краснодарском крае на территории станицы Новотитаровская, где и произрастают все овощи, используемые в изготовлении консервов. В связи с деятельностью в России на фоне российско-украинского конфликта украинское Национальное агентство по предотвращению коррупции внесло компанию в число международных спонсоров войны.